# Flutsch und weg
Flutsch und weg ist ein britisch-US-amerikanischer Computeranimationsfilm der Regisseure David Bowers und Sam Fell aus dem Jahr 2006. Die Komödie basiert auf einem Filmskript von Fell, der es gemeinsam mit den Drehbuchautoren Peter Lord, Dick Clement und Ian La Frenais verfasste. Der Film, eine Coproduktion von DreamWorks Animation und Aardman Animations, startete am 7. Dezember 2006 in deutschen Kinos.

## Handlung
Roddy St. James, eine verwöhnte Ratte im Londoner Stadtteil Kensington, hat so gut wie alles, was man zum Leben braucht: einen goldenen Käfig, reichlich zu essen und einen Fernseher mit DVD-Spieler, den er, wenn seine Besitzer aus dem Haus sind, als Autokino benutzt. Das Einzige, was ihm fehlt, sind Freunde, denn die Spielfiguren, mit denen er sich abgibt, sind nicht besonders gesprächig. All dies ändert sich, als eines Nachts die unflätige und fußballbegeisterte Kanalratte Sid aus dem Spülbecken kommt und vorhat, in Roddys Haus zu bleiben. Roddy versucht Sid vorzutäuschen, dass die Toilette ein Whirlpool ist, um den ungebetenen Störenfried wieder loszuwerden. Allerdings durchschaut Sid den Trick und spült stattdessen Roddy in die Kanalisation hinab. Nach einer turbulenten Reise durch die Abwasserkanäle sieht er, dass es unten eine Stadt gibt, die genau wie London aussieht. Der größte Wunsch von Roddy ist es jedoch, wieder in die Oberwelt zu gelangen. Ein alter Seebär rät ihm, sich an Rita, Kapitän der Jammy Dodger zu wenden.
Roddy macht sich auf die Suche nach Rita und findet sie auch. Sie besitzt einen vermeintlich echten Rubin, den der kaltblütige Obergauner Kröte gerne besitzen würde. In einer Verfolgungsjagd schaffen sie es jedoch, zu entkommen und gleichzeitig das Hauptkabel für eine Maschine der Kröte zu entwenden, die nun funktionsunfähig ist. Sie entdecken aber, dass der Rubin nicht echt ist. Roddy und Rita vereinbaren, dass er ihr echte Rubine gäbe, sollte sie ihm helfen, wieder nach Hause zu kommen. Auf dem Weg zurück in die Oberwelt besuchen sie Ritas Familie. Roddy stellt fest, dass Rita und ihre Familie trotz ihrer rustikalen und finanziell knappen Lebensweise weitaus reicher sind, als er je war. Auch die hitzköpfige Kröte hat noch nicht aufgegeben und will ihren Plan in die Tat umsetzen, mit Hilfe der Maschine (die ein geschlossenes Schleusentor bedient) die ganze Stadt während des Finales der Fußball-Weltmeisterschaft zu ertränken, damit er und seine Kaulquappen den Platz der Ratten in der Kanalisation übernehmen können. Zu dem Zweck benötigt er jedoch das Hauptkabel, das Rita seit ihrer Flucht als Gürtel benutzt. Weil seine zwei Handlanger, die dümmliche weiße Laborratte Bleichie und die hitzköpfige Ratte Spike, aber mehr als unfähig sind, schickt er seinen französischen Cousin Le Frosch los, um die zwei Freunde zu beseitigen und das Hauptkabel zurückzuholen.
Roddy und Rita schaffen es zwar, ihm und seinen Kumpanen zu entkommen, doch bei der Verfolgungsjagd versinkt die Jammy Dodger in den Tiefen des Abwasserkanals. Roddy und Rita gelangen jedoch mit Hilfe eines Plastiksackes, den sie als Fallschirm benutzen, in die Oberwelt. In Roddys Haus angekommen, überreicht er Rita den versprochenen echten Rubin aus einer Schatulle seiner Besitzerin. Zudem stellt Rita fest, dass Roddy in einem Käfig wohnt. Jedoch ist er zu stolz, um zuzugeben, dass er nicht frei ist. Rita beschließt, in die Unterwelt zurückzukehren, wo es Le Frosch und seinen Kumpanen gelingt, Rita gefangen zu nehmen und das Hauptkabel der Kröte zurückzubringen. Diese kann die todbringende Maschine wieder in Gang bringen. Roddy sieht sich derweil mit Sid zusammen die Fußball-Weltmeisterschaft an. Als dieser zufällig erwähnt, dass Roddy nicht zu viel trinken solle, damit er erst in der Halbzeit auf die Toilette müsse, wird Roddy klar, wie „der Plan der Kröte“ lautet.
Roddy entschließt sich, Sid seinen Platz in Kensington zu überlassen, damit er die Stadt und vor allem Rita vor der Überflutung retten kann. Roddy gelingt das Unglaubliche und er kann auch die Kröte und Le Frosch außer Gefecht setzen. Roddy hat jetzt in der Unterwelt alles, was er braucht, um glücklich zu sein, vor allem seine Rita. Sid hingegen hat es in seinem neuen Heim bequem, bis sein Frauchen ihm einen „Spielgefährten“ mitbringt: Eine Katze.

## Filmmusik
- Flushed Away – Be Seeing You My Friend
- Generation X – Dancing With Myself (EP Version)
- Jet – Are You Gonna Be My Girl
- Tom Jones – She’s A Lady
- Hugh Jackman & The Slugs – Ice Cold Rita
- The Dandy Warhols – Bohemian Like You
- Harry Gregson-Williams & The Slugs – Marcel / That’s Not Rice You Are Eating
- Tom Jones – What’s New Pussycat?
- Boots Randolph – Yakety Sax
- The Slugs – Mr. Lonely
- Bobby McFerrin – Don’t Worry Be Happy (with The Slugs’ intro)
- Tina Turner – Proud Mary
- Fatboy Slim – Wonderful Night
- Harry Gregson-Williams – Life In The Sewer
- The Slugs – Beware … Beware
- Christopher Cross – Sailing

## Kritiken
„Origineller, temporeicher Animationsfilm der mit Wallace & Gromit bekannt gewordenen Aardman Company, der sich mit kantigen Charakteren, anarchischen Zwischentönen und gut getimetem Slapstick mühelos vom inflationären Trickfilmdurchschnitt abhebt.“

„Witzige Sprüche am laufenden Band, köstliche Anspielungen und ein finales Action-Feuerwerk wie bei „Indiana Jones“: Bei diesem Film muss man Augen und Ohren aufsperren, um keines der launigen Details […] zu verpassen, die sich oft am Bildrand oder im Hintergrund verstecken. Fazit: Mit originellen Figuren und viel Liebe zum Detail entwickelt der Digital-Spaß mitunter Actionthriller-Qualitäten, was auch Erwachsenen Freude macht“

„Allerdings fragt man sich so auch nur noch bohrender, warum man die Knetmasse gegen Gigabytes eingetauscht und „Flutsch und weg“ stattdessen auf den hart umkämpften Computeranimations-Markt geworfen hat – hier tummeln sich nämlich eh schon viel zu viele „ganz nette“ Durchschnittswerke.“

## Auszeichnungen
Der Film wurde im Jahr 2006 als Bester animierter Film für den Satellite Award nominiert. Er wurde 2007 in der jeweils vergleichbaren Kategorie für den BAFTA Award, den Saturn Award, den Broadcast Film Critics Association Award und den Motion Picture Producer of the Year Award nominiert. Der Film gewann 2007 den für animierte Filme vorgesehenen Annie Award in fünf Kategorien und wurde in drei weiteren Kategorien für den gleichen Preis nominiert. Er wurde 2007 für den Tonschnitt für den Golden Reel Award nominiert.
Die Deutsche Film- und Medienbewertung FBW in Wiesbaden verlieh dem Film das Prädikat besonders wertvoll.

## Hintergründe
Die Produktionskosten betrugen schätzungsweise 143 Millionen US-Dollar. Der Film spielte in den Kinos der USA etwa 64,5 Millionen US-Dollar ein und in den britischen Kinos etwa 10,6 Millionen Pfund Sterling.

## Synchronisation
- Ralf Bauer: Roddy
- Bernd Klinzmann: Roddy (Gesang)
- Jessica Schwarz: Rita
- Bert Franzke: Kröte
- Frank-Otto Schenk: Le Frosch
- Frank Glaubrecht: Bleichie
- Andreas Fröhlich: Spike
- Olaf Reichmann: Sid